# Нове Життя (Хмельницкая область)
Нове Життя (укр. Нове Життя) — село в Чемеровецком районе Хмельницкой области Украины.
Население по переписи 2001 года составляло 89 человек. Почтовый индекс — 31651. Телефонный код — 3859. Занимает площадь 0,284 км². Код КОАТУУ — 6825285804.

## Местный совет
31651, Хмельницкая обл., Чемеровецкий р-н, с. Летава, ул. Островского, 66